# Vinhedo
Vinhedo, amtlich portugiesisch Município de Vinhedo, ist eine Stadt in Brasilien mit 76.540 Einwohnern (Stand: Volkszählung 2022). Sie liegt im Bundesstaat São Paulo und ist Teil der Metropolregion Campinas.

## Geschichte
Der Ort entstand als Rastplatz für Viehtreiber und Handelszüge an zwei Straßen, die aus dem Raum Campinas zur Hauptstadt São Paulo und weiter zum Hafen Santos führten. Um die Raststation herum wuchs eine Siedlung, die Rocinha (deutsch: kleines Gehöft) genannt wurde. Im Jahr 1908 wurde Rocinha zum Distrikt im Munizip Jundiaí erhoben. 
Die Gemeinde wurde 1948 durch Staatsgesetz Nr. 233 vom 24. Dezember 1948 aus Jundiaí ausgegliedert und unter dem Namen Vinhedos in den Rang eines Munizips erhoben. Vinhedos wurde am 2. April 1949 als Munizip installiert.
Auf dem Gemeindegebiet stürzte im August 2024 der VoePass-Linhas-Aéreas-Flug 2283 auf ein Wohngebiet ab, 62 Menschen im Flugzeug starben, auf dem Boden wurde niemand verletzt.

## Persönlichkeiten
- Carlos Roberto Gallo  (* 1956), Fußballtorwart